# ریچل تیلور
ریچل می تیلور (انگلیسی: Rachael May Taylor؛ زادهٔ ۱۱ ژوئیهٔ ۱۹۸۴) بازیگر و مدل استرالیایی است. از فیلم‌های معروف او می‌توان به بازی در تبدیل‌شوندگان (۲۰۰۷)، شوک بطری(۲۰۰۸)، شاتر (۲۰۰۸)، اتاق زیرشیروانی (۲۰۱۴) و مجموعه تلویزیونی پارک خیابان ۶۶۶ اشاره کرد.
همچنین او در مجموعه سریال‌های دنیای سینمایی مارول انحصاری نتفلیکس که شامل جسیکا جونز (۲۰۱۵)، لوک کیج (۲۰۱۶)، و مدافعان (۲۰۱۷) بودند در نقش تریش واکر / هِل‌کت بازی کرد.